# Білокомірцева злочинність
Білокомірцева злочинність (від англ. White-collar crime) — сукупність злочинів, які вирізняються ознакою приналежності злочинця до числа осіб, які виступають у ролі представників держави, бізнесу, посадових осіб і чиновників. Вперше цей термін вжив кримінолог Едвін Сатерленд.
До цього типу злочинів відносять шахрайство у сфері економіки, корупцію, промислове шпигунство, ухилення від сплати податків, помилкові банкрутства, крадіжку заробітної плати, хабарництво, торгівлю інсайдерською інформацією, трудовий рекет, розтрату, кіберзлочини, порушення авторських прав, відмивання грошей, крадіжку персональних даних і підробку документів. Едвін Сатерленд у 1939 році заявив, що серед усіх видів злочинів цей, можливо, завдає найбільший економічний збиток сучасному суспільству.
У сучасній кримінології поняття «білокомірцева злочинність» перетинається з термінами «службові злочини» та «корпоративна злочинність».

## Питання визначення
Сучасна кримінологія зазвичай воліє класифікувати вид злочину і тему :
- За типом правопорушення, наприклад, злочини проти власності, фінансові злочини і інші корпоративні злочини, такі як порушення законів про охорону довкілля, здоров'я, безпеки. Деякі злочини можливі тільки завдяки ідентифікації злочинця, наприклад, транснаціональне відмивання грошей вимагає участі старших менеджерів, працюючих у банках. Проте ФБР дотримується вузького підходу, визначаючи злочини «білих комірців» як «незаконні дії, які характеризуються обманом, прихованням або порушенням довіри і які не залежать від застосування або загрози застосування фізичної сили або насильства». Хоча істинні масштаби і вартість злочинів «білих комірців» невідомі, ФБР і Асоціація сертифікованих фахівців з боротьби з шахрайством оцінюють щорічні витрати США в $300-$660 млрд.[6]
- За типом злочинця, наприклад, по соціальному класу або високому соціально-економічному статусу, зайняттю довірчих посад або професії, або академічної кваліфікації, досліджуючи мотиви злочинної поведінки, наприклад, жадність або страх втратити обличчя, якщо економічні проблеми стануть явними.[7] Шовер і Райт вказують на істотну нейтральність злочину в тому вигляді, в якому воно закріплене в законі.[8] Воно майже неминуче описує поведінку абстрактно, а не з урахуванням характеру осіб, що його здійснюють. Таким чином, єдине, чим один злочин відрізняється від іншого — це походження і характеристики осіб, що його вчинили.

- По організаційній культурі, а не по правопорушникові або злочину, що перетинається з організованою злочинністю. Аппельбаум і Чамблисс пропонують двояке визначення:[9]
  - Професійна злочинність, коли злочини скоюються для просування особистих інтересів, наприклад, шляхом завищення цін або обману клієнтів професіоналами.
  - Організаційна або корпоративна злочинність, коли керівники корпорацій здійснюють злочинні дії в інтересах своєї компанії шляхом завищення цін або цінової змови, неправдивої реклами тощо.

## Ознаки білокомірцевої злочинності
У публікації в Юридичній Газеті наведено 6 ознак білокомірцевої злочинності:
1. Фінансова та економічна спрямованість злочинів (шахрайство та фальсифікація фінансової інформації, злочинна передача зацікавленим особам інсайдерської корпоративної інформації, маніпуляції з гедж-фондами, зловживання через неправомірну участь у конфіскації майна, масове шахрайство з іпотеками, шахрайство з великими сумами закупівель і послуг в охороні здоров'я, масове викрадення особистих даних та інтелектуальної власності, кіберзлочинність, відмивання грошей, зловживання корпоративною безпекою, інвестиційні шахрайства, шахрайства на ринку цінних паперів, маніпуляції на фондових біржах, фальшиве банкрутство фінансових установ, ухилення від податків, конвертаційні центри, антимонопольні порушення та інші);
2. Незастосування насильства під час скоєння злочинів, оскільки «білі комірці» вчиняють свої фінансово-економічні зловживання нібито в рамках законної діяльності, при чому наслідки з'ясовуються у віддаленій перспективі, іноді після тривалого часу непомітної, нібито респектабельної діяльності;
3. Злочинна група або окрема особа переважно працює під прикриттям респектабельного соціального статусу і до пори до часу має високу довіру суспільства; злочинці мають доступ до управлінських повноважень та влади; завдяки своїм злочинам, а часто і перед їх вчиненням мають високі доходи та матеріальне становище; часто мають доступ до ЗМІ та піару; відомі у громадських, політичних та економічних сферах; до пори ніяк не пов'язані з суто кримінальними колами чи не мають очевидних зв'язків з криміналом;
4. Антисоціальна спрямованість злочинів через підрив авторитету, поваги та довіри до важливих структур суспільства, зокрема залучаючи громадські кошти, пожертви, кошти фондів, зібрані від численних осіб, у шахрайські інвестиційні проєкти, фейкові благодійні акції, які важко навіть запідозрити. Тому це є небезпечним і економічно, і для суспільної довіри до інститутів суспільства, та призводить до розчарувань, криз і дезорганізації;
5. Малопомітний, і через те довготривалий характер зловживань. Як правило, на початковому етапі ознаки обману або злочину неочевидні, добре приховані та продумані і справжні наслідки проявляються лише з часом, коли злочинний план уже давно здійснений. І навіть якщо злочин виявлено та припинено, його фінансові наслідки вже «розчинились» та компенсувати їх уже неможливо або важко, а також злочинцями збудована система нівелювання юридичних наслідків;
6. При значних масштабах «білокомірцевої» злочинності відбувається перерозподіл ресурсів і влади в суспільстві, що сприяє тіньовій економіці та злочинності в цілому. Фінансові зловживання, шахрайства в загальнодержавних та міжнародних масштабах, створення схем ухилення від сплати податків та виведення отриманих злочинним шляхом коштів в офшорні зони, корупція серед державного керівництва погіршують криміногенну ситуацію та економічні процеси в державах, у яких вони процвітають.
Загалом, можна дійти висновку, що білокомірцева злочинність – це діяльність осіб та груп, які займають високе соціальне становище, користуються повагою і високим статусом, значно впливають на економічні та політичні справи на національному і глобальному рівні, і завдяки цьому статусу, намірено і систематично провадять антисоціальну діяльність, збільшуючи особисті та групові ресурси до неймовірних розмірів, а також використовуючи свій професійний і суспільний авторитет, державні, громадські або приватні позиції як інструмент вчинення злочину.

## Взаємозв'язок з іншими видами злочинів

### Злочинність «синіх комірців»
Види вчинених злочинів залежать від того, що доступно потенційному злочинцю. Так, у тих, хто працює у відносно некваліфікованому середовищі, менше можливостей для вчинення злочинів, чим у тих, хто працює в умовах, коли відбуваються великі фінансові операції. Злочини «синіх комірців», як правило, очевидніші і тому привертають активнішу увагу поліції, наприклад, вандалізм або крадіжка з магазину. На відміну від них, злочинці «білих комірців» можуть поєднувати законну і злочинну поведінку, тим самим роблячи себе менш очевидним при скоєнні злочину. Тому в злочинах « синіх комірців» частіше використовується фізична сила, тоді як у корпоративному світі ідентифікація жертви менш очевидна, а питання звітності ускладнюється культурою комерційної таємниці для захисту акціонерної вартості. За оцінками, значна частина злочинів «білих комірців» залишається непоміченою, а якщо і виявляється, то про неї не повідомляється.

### Корпоративна злочинність
Корпоративна злочинність приносить користь корпорації (компанії або іншому типу комерційної організації), а не окремим особам. Проте вона може бути результатом рішень високопоставлених осіб в корпорації. Корпорації, на відміну від приватних осіб, не розглядаються в кримінальних судах, тобто термін «злочин» до них непридатний. Судові розгляди зазвичай проходять в цивільних судах або установах, в юрисдикцію яких входять конкретні види правопорушень, наприклад, Комісія з цінних паперів і бірж США, яка розглядає справи про порушення законів про фінансовий ринок і інвестиції.

### Державно-корпоративна злочинність
Переговори про угоди між державою і корпорацією проводяться на відносно високому рівні з обох боків, це майже виключно «ситуація білих комірців», яка відкриває можливості для злочинів. Хоча правоохоронні органи стверджують, що злочини, що здійснюються «білими комірцями», є пріоритетними, факти свідчать про те, що вони як і раніше залишаються низькопріоритетними.
Коли вище керівництво корпорації бере участь в злочинній діяльності з використанням компанії, це іноді називають шахрайством у сфері контролю.

### Організована транснаціональна злочинність
Організована транснаціональна злочинність — це організована злочинна діяльність, яка відбувається за межами національних юрисдикцій, і з розвитком транспортних і інформаційних технологій співробітники правоохоронних органів і політики повинні реагувати на цю форму злочинності в глобальному масштабі. Деякі приклади включають торгівлю людьми, відмивання грошей, контрабанду наркотиків, незаконну торгівлю зброєю, тероризм і кіберзлочинність. Хоча точно виміряти транснаціональну злочинність неможливо, «Проєкт тисячоліття», міжнародний аналітичний центр, зібрав статистику по декількох аспектах транснаціональної злочинності в 2009 році:
- Світова незаконна торгівля в розмірі майже $780 млрд.
- Контрафакт і піратство — від $300 млрд до $1 трлн.
- Глобальна торгівля наркотиками — $321 млрд.

### Трудова злочинність
Люди можуть скоювати злочини під час роботи або безробіття. Дві найпоширеніші форми — це крадіжка і шахрайство. Крадіжка може бути різної міри, від олівця до меблів і автомобіля. Інсайдерська торгівля, торгівля акціями людиною, що має доступ до публічно недоступної інформації, є одним з видів шахрайства.

### Злочини, пов'язані з національними інтересами
Злочини, пов'язані з національними інтересами, переважно складаються з державної зради. У сучасному світі існує безліч держав, які розділяють злочини на декілька законів. «Злочини, пов'язані із спонуканням до іноземної агресії», — це злочини, пов'язані з таємним спілкуванням з іноземцями з метою викликати іноземну агресію або загрозу. «Злочини, пов'язані з іноземною агресією», — зрада, що полягає в позитивній співпраці з іноземним агресором, незалежно від того, яка країна є внутрішньою або зовнішньою. «Злочини, пов'язані з переворотом», — внутрішня зрада. Залежно від країни до них додається злочинна змова. Як приклад можна привести Джо Лоу, мега-злодія і зрадника, який вкрав мільярди в американській валюті з малайзійського урядового фонду і зараз переховується як злочинець.

## Демографічні дані
Значний відсоток злочинців з числа «білих комірців» — це забезпечені роботою європейські чоловіки середнього віку, які зазвичай скоюють свій перший злочин в період з кінця тридцяти до середини сорока років і, судячи з усього, належать до середнього класу. Більшість з них мають вищу освіту, одружені і мають помірні або сильні зв'язки з суспільством, сім'єю і релігійними організаціями. У «білокмірцевих» злочинців звичайно є кримінальна історія, що включає порушення, які охоплюють увесь спектр протизаконності, але багато хто з них не зловживає поганими вчинками. Недавнє дослідження п'ятифакторної моделі особових рис показало, що «білі комірці», як правило, більше невротичні, менш поступливі і сумлінні, чим їх колеги, не пов'язані з криміналом.

## Покарання
В США вироки за злочини, здійснені «білими комірцями», можуть включати поєднання ув'язнення, штрафів, реституції, громадських робіт, відшкодування збитку, умовного засудження або інших альтернативних покарань. Ці покарання стали суворішими після скандалу з Джеффрі Скіллінгом і компанією Enron, коли Конгрес США ухвалив Закон Сарбейнса-Окслі 2002 роки і підписав його президент Джордж Буш, визначивши нові злочини і посиливши покарання за такі злочини, як поштове і електронне шахрайство. Іноді покарання за ці злочини буває важко визначити через те, що переконати суд в тому, що злочинець скоїв злочин, досить складно. У інших країнах, наприклад, в Китаї, злочинцям з числа «білих комірців» при обтяжливих обставинах може бути винесена Смертна кара, проте в деяких країнах максимальне покарання складає 10-25 років позбавлення волі. Деякі країни, наприклад Канада, вважають стосунки між сторонами істотним чинником при виголошенні вироку, коли йдеться про порушення довіри. Питання про нерівність вироків по злочинах «білих комірців» продовжують обговорюватися.
У США найтриваліші терміни ув'язнення за злочини «білих комірців» отримали наступні особи:
- Шолам Вайс (845 років за рекет, шахрайство і відмивання грошей у зв'язку з крахом National Heritage Life Insurance Company);
- Норман Шмідт і Чарльз Льюіс (330 років і 30 років відповідно за схему «високодоходних інвестицій»);
- Бернард Мейдофф (150 років за шахрайську схему на $65 млрд.);[23]
- Фредерік Брандау (55 років за Фінансову піраміду на $117 млн.);
- Едуардо Масферрер (30 років за бухгалтерське шахрайство);
- Чалана Макфарланд (30 років за схему іпотечного шахрайства);
- Ленс Поулсен (30 років за шахрайство на $2,9 млрд.)[23]

## Теорії
З точки зору злочинця, найлегше в злочин «білих комірців» залучити тих, хто має певну міру уразливості або має символічну або емоційну цінність для злочинця. Прикладами таких людей можуть бути члени сім'ї, клієнти і близькі друзі, які залучені в особисті або ділові стосунки із злочинцем. Більшість злочинних операцій здійснюються за допомогою ряду різних конкретних прийомів. В цьому випадку техніка — це певний спосіб виконання поставленого завдання. При скоєнні злочину, будь то крадіжка в магазині або податкове шахрайство, завжди легше успішно впоратися із завданням, використовуючи досвідчену техніку. Магазинні злодії, які уміють красти на очах у усіх, набагато успішніше за тих, хто не знає, як красти. Разюча відмінність між магазинним злодієм і людиною, що скоює злочин «білого комірця», полягає в тому, що деякі аспекти цих злочинів не є фізичними, а складаються з таких дій, як розмову телефоном, листування і введення даних.
Часто ці злочинці використовують «теорію гри в провину» — теорію, в якій організація або бізнес і його члени використовують певні стратегії, щоб стратегічно перекласти провину на інших або заперечувати неправомірні дії. Ця теорія особливо часто використовується відносно організацій і вказує на те, що злочинці часто не беруть на себе провину за свої дії. Багато членів організацій намагаються зняти з себе відповідальність, коли справи йдуть погано.
Журнал Forbes висуває чотири теорії того, що примушує злочинця скоювати злочини «білих комірців». Перша полягає в тому, що існують погано продумані стимули для роботи злочинця. Більшість фінансових фахівців отримують певний вид компенсації або винагороди за короткостроковий масовий прибуток. Якщо компанія стимулює співробітника допомогти скоїти злочин, наприклад, допомогти в схемі Понци, багато співробітників візьмуть в цьому участь, щоб отримати винагороду або компенсацію. Часто така компенсація видається у вигляді грошового «бонуса» на додаток до зарплати. Виконуючи завдання для отримання винагороди, багато співробітників вважають, що вони не несуть відповідальності за злочин, оскільки не віддавали наказу. Виникає «теорія гри в провину», оскільки ті, кого просять вчинити незаконні дії, відчувають, що можуть покласти провину на своїх начальників, а не на себе. Друга теорія полягає в тому, що керівництво компанії дуже спокійно відноситься до дотримання етичних норм. Якщо неетичні дії вже стали звичайним явищем у бізнесі, співробітники сприйматимуть це як «зелене світло» для проведення неетичних і незаконних ділових дій, спрямованих на розвиток бізнесу. Ця ідея також пов'язана з третьою теорією, згідно з якою більшість біржових трейдерів вважають неетичну практику нешкідливою. Багато хто вважає злочини «білих комірців» злочинами без жертв, що не завжди вірно. Оскільки багато хто з цих біржових трейдерів не бачить жертв своїх злочинів, здається, що вони нікому не завдають шкоди. Остання теорія полягає в тому, що багато фірм ставлять перед собою нереальні, великі цілі. Вони проповідують ідею, що співробітники повинні «робити все, що вимагається».